# Kamm

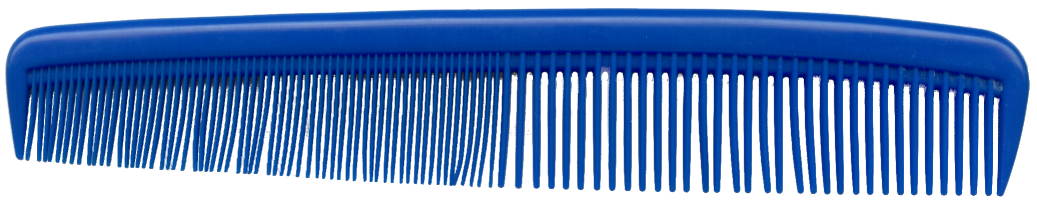
Kunststoffkamm

Der Kamm ist ein Werkzeug, mit dem Haare in eine Richtung ausgerichtet sowie Schmutz und Ungeziefer beseitigt werden können. Er ist das älteste in Benutzung stehende Werkzeug zur Körperpflege.
Ein Kamm besteht aus einer unterschiedlich großen Anzahl mehr oder weniger feiner Zähne (den Zinken) sowie einem Griff, der oft auch über die Zahnreihe verlängert ist. Kämme mit längeren Zinken können zum Befestigen von Haaren genutzt werden.

## Materialien
Kämme wurden aus Elfenbein, Geweih, Binsen, Knochen, Horn oder Holz gefertigt. Binsen-Kämme sind aus dem Neolithikum bekannt. Kämme aus Schildpatt wurden im 19. Jahrhundert in Europa populär. Moderne Kämme werden meist aus Kunststoffen wie Zelluloid, Silikon oder Hartgummi hergestellt, seltener aus rostfreiem Edelstahl.

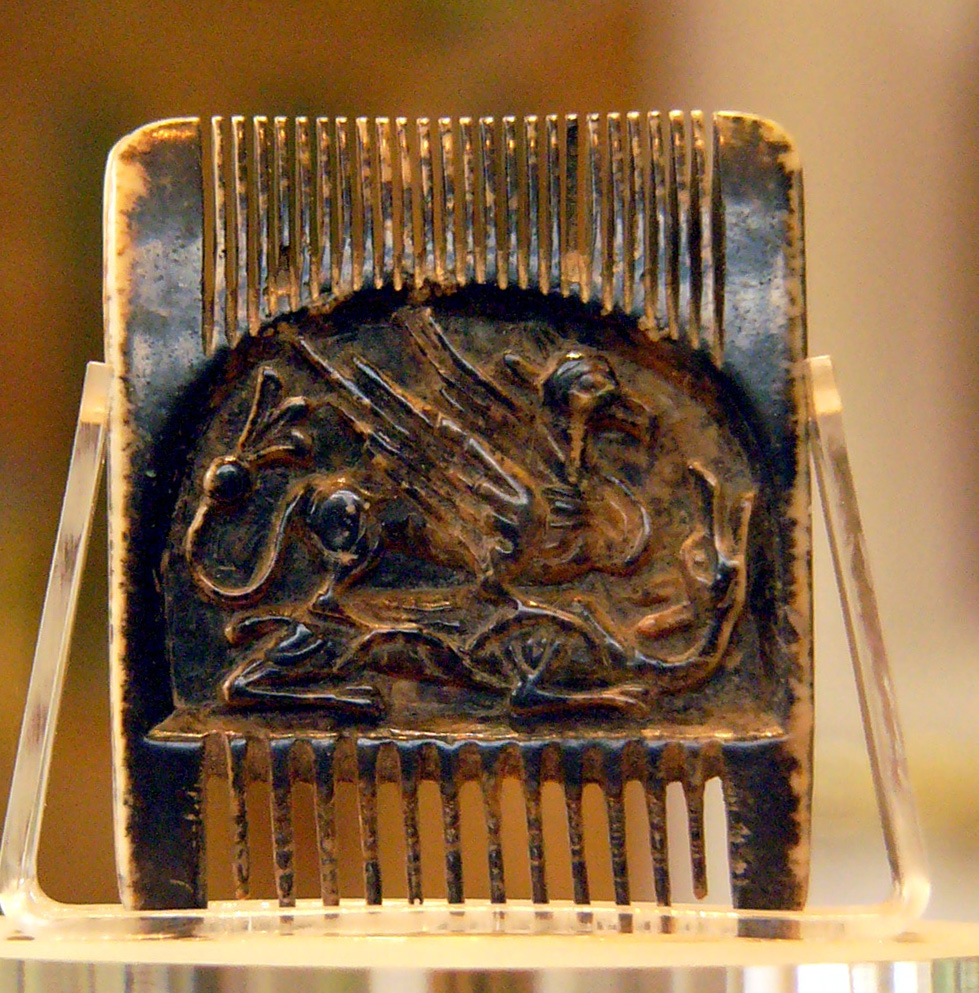
Kamm aus Walrosselfenbein, um 1100
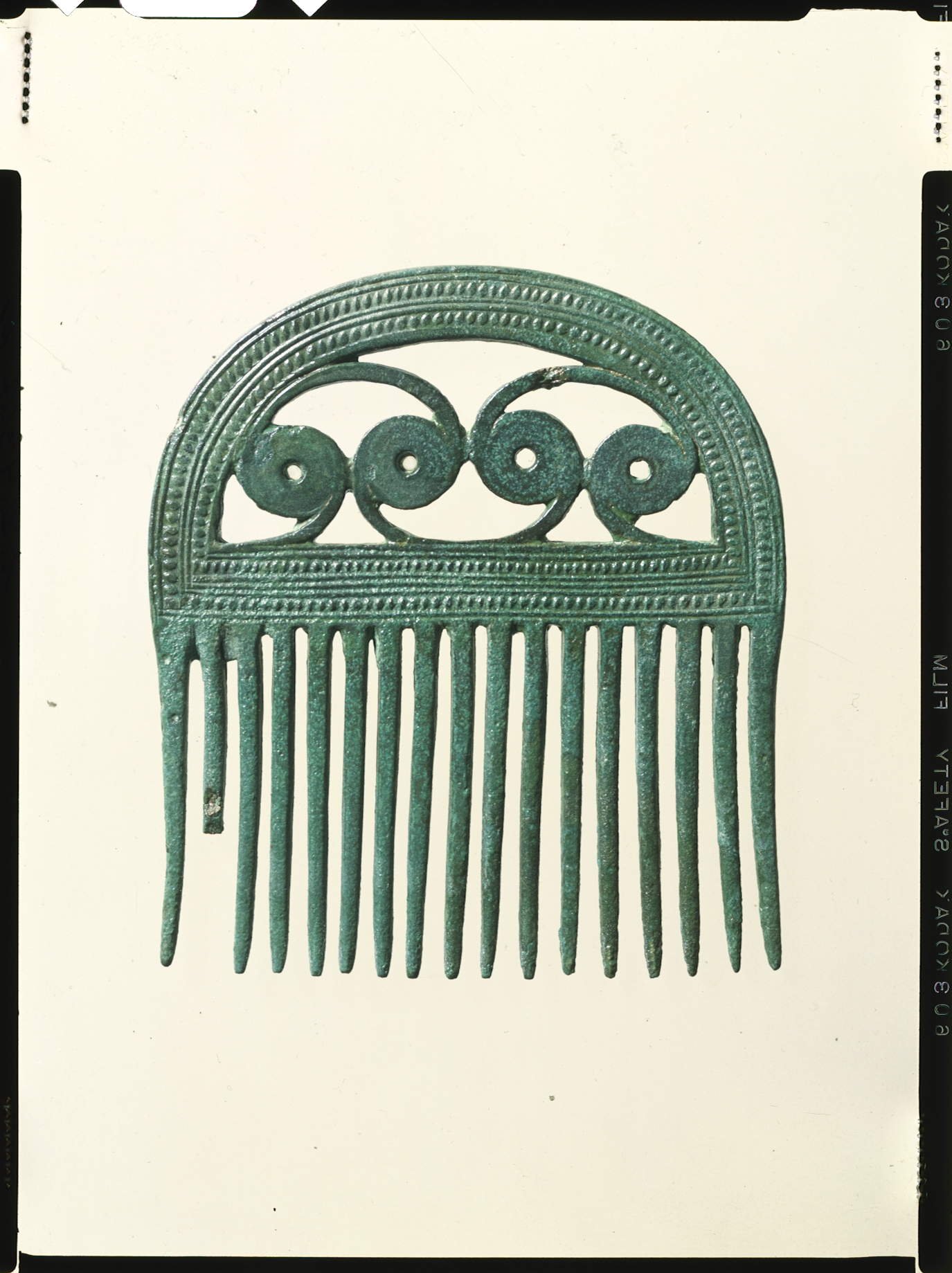
Bronzekamm von Hverrehus
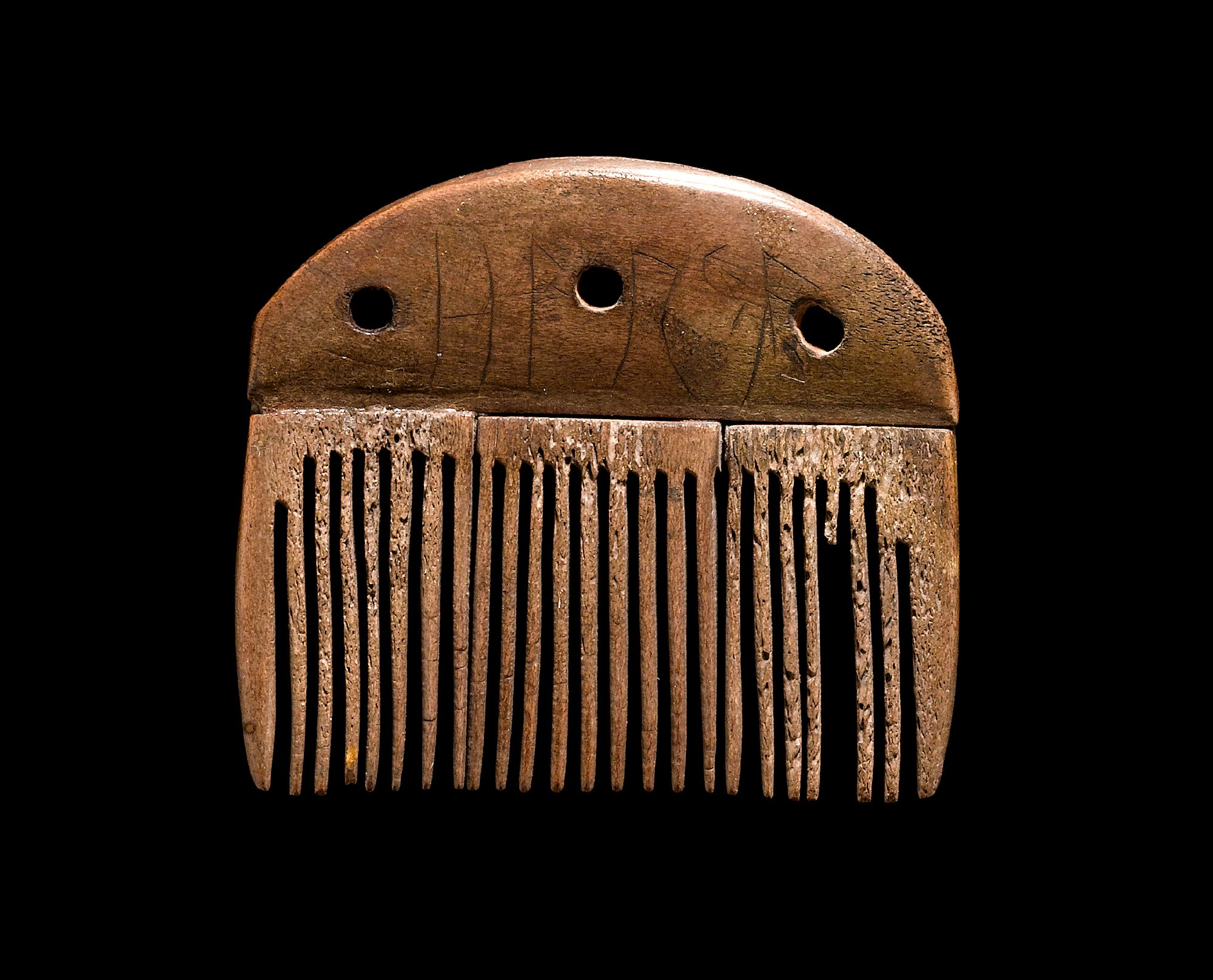
Geweihkamm mit Runeninschrift aus Vimose

## Kulturgeschichte

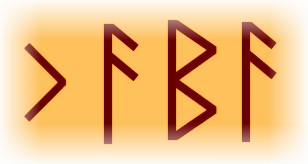
Runen auf dem Kamm von Frienstedt: kaba (als kamba zu lesen)

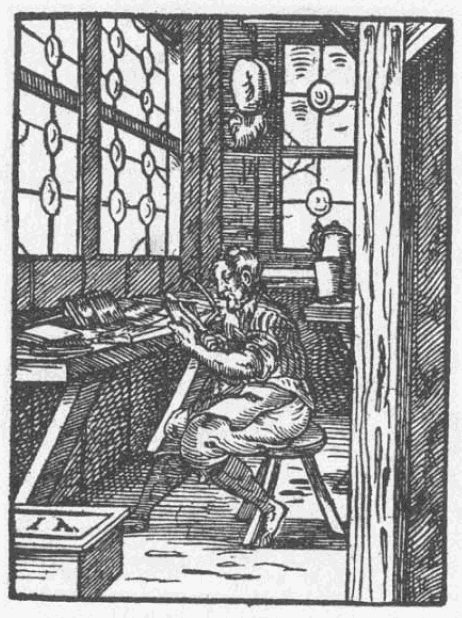
Jost Amman: Kammmacher (1568)

Der bisher älteste bekannte Kamm stammt aus einer Höhle im Wadi Murabbaʿat im Westjordanland. Er wurde aus neun Splittern von Myrtenholz gefertigt, die mit Asphalt verklebt und dann mit Zwirn verbunden wurden. Er ist auf 10220 ± 45 BP (unkal.) datiert (Beschleuniger ETH Zürich). Es kann sich dabei jedoch auch um eine Hechel handeln. Knochenkämme sind aus der Schicht B (Natufien) der Kebara-Höhle im Karmel bekannt. Aus dem ausgehenden Natufien (8300–7600 BC cal.) stammen Kämme aus Mureybit (Phasen IB, II, III). Auch bei diesen ist nicht immer klar, ob es sich um Haar- oder Hechelkämme handelt.
Kämme wurden auch benutzt, um Läuse und Nissen aus dem Haar zu entfernen. Dazu verwendete man besonders eng stehende Zinken. Ein koptischer Holz-Kamm aus Antinoë in Ägypten enthielt noch sieben Nissen. Vergleichbare Funde sind aus dem hellenistischen und römischen Palaestina bekannt.
Im Römischen Reich wurden Spiegel und Kämme als weibliches Symbol verwendet, besonders auf Grabstelen, was aber nicht bedeutet, dass Männer sie nicht verwendeten.
Der Kamm von Frienstedt (Thüringen) stammt aus dem 3. Jahrhundert und ist aus Hirschgeweih geschnitzt. Der 12,5 cm lange Kamm ist das älteste Zeugnis der westgermanischen Sprache in Deutschland – er trägt als Runeninschrift das Wort kaba (Aussprache: „kamba“) für „Kamm“.
In frühmittelalterlichen Gräbern sind Kämme aus Bein oder Geweih  für Männer der Oberschicht belegt. Bis ins späte Mittelalter fand der Dreilagenkamm Verwendung. Ein Beispiel dafür ist der Dublin-Castle-Kamm aus dem Hochmittelalter, der bei den Ausgrabungen 1961/62 am Dublin Castle entdeckt wurde. Er wird ins 11. bis 12. Jahrhundert datiert.

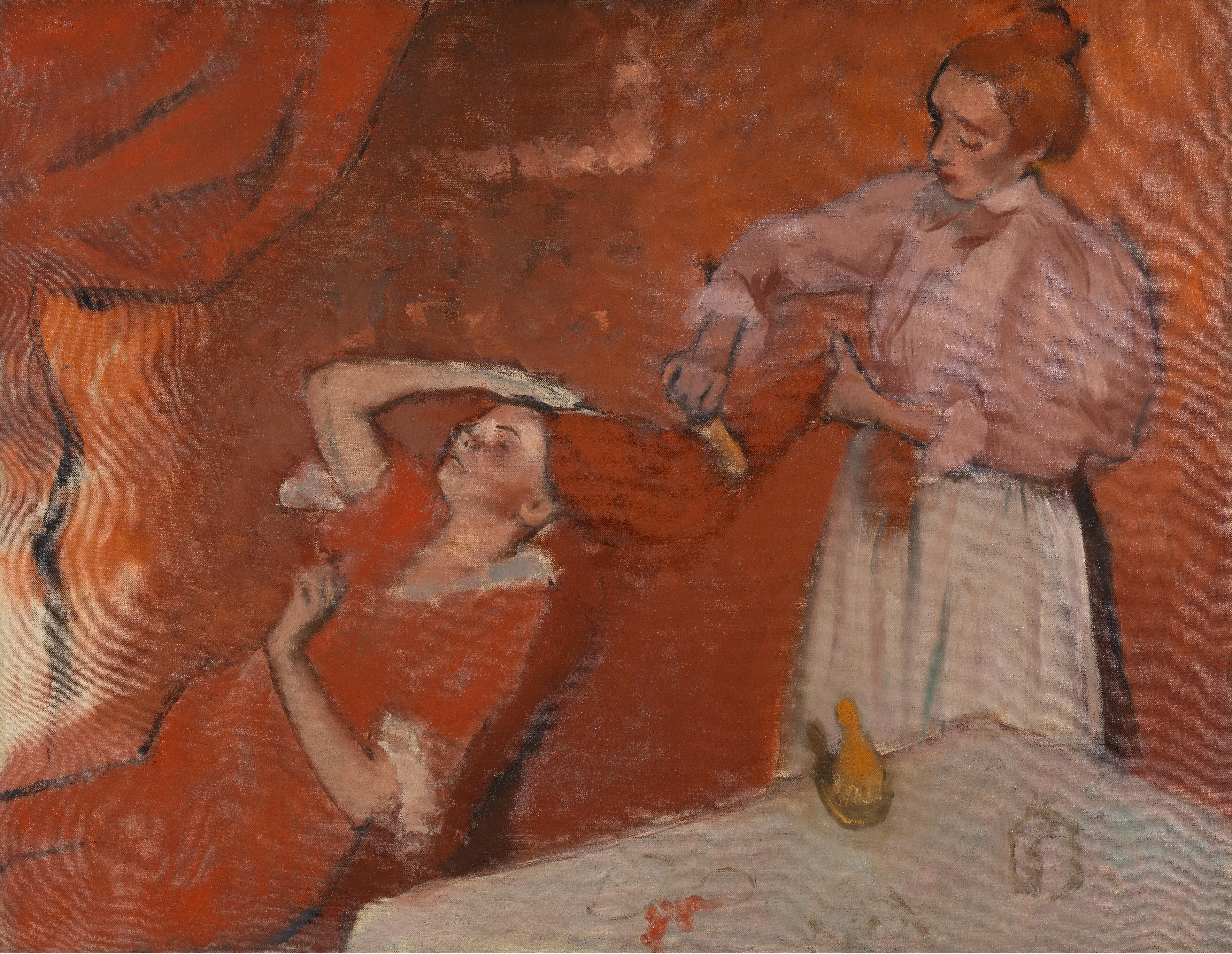
Edgar Degas: Beim Haarkämmen (ca. 1896)
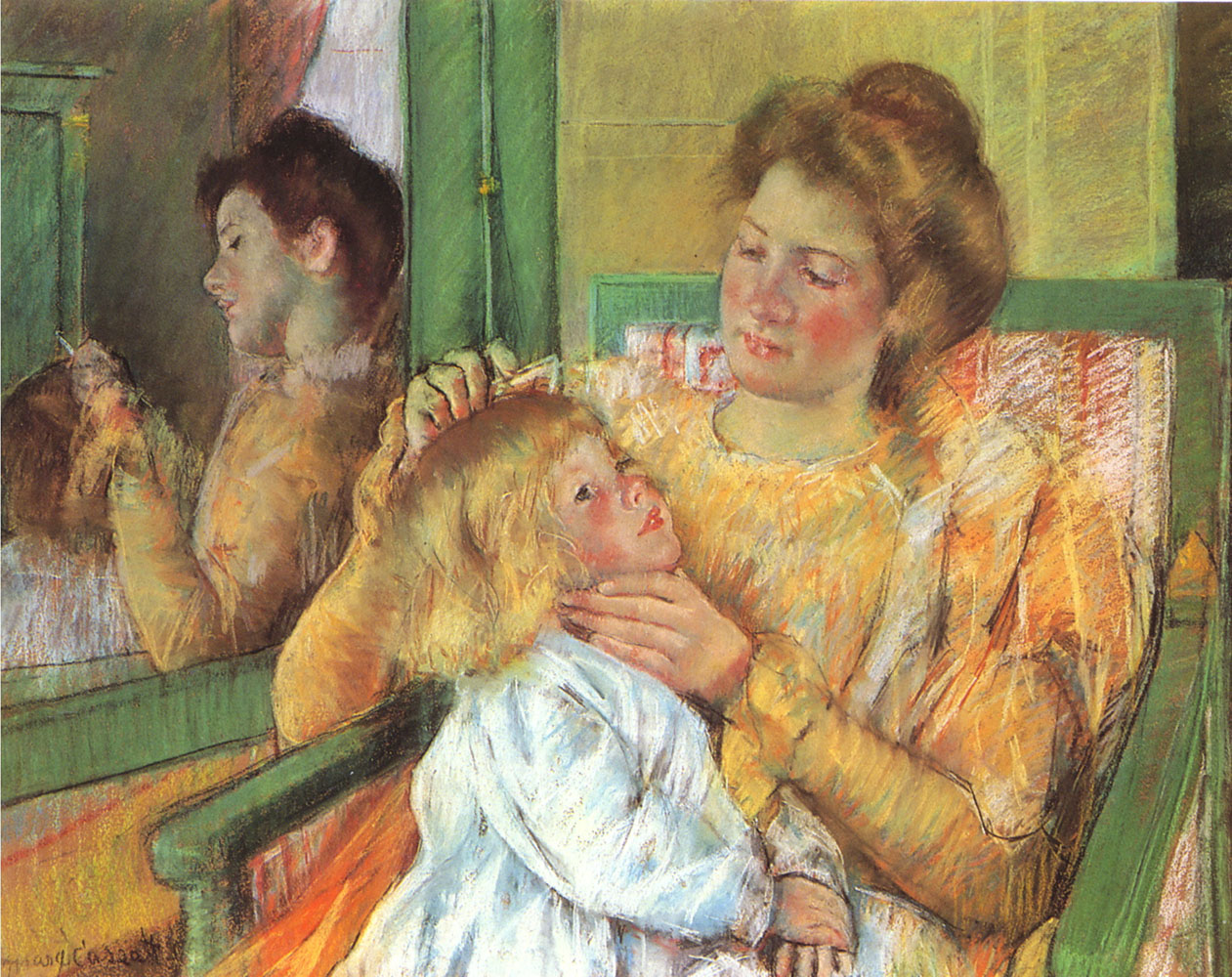
Mary Cassatt: Mutter kämmt ihr Kind (1879)

## Kämme im Friseurhandwerk
Im Friseurhandwerk werden Kämme nach ihrem Verwendungszweck und Aussehen unterschieden in Haarschneidekämme, Stielkämme, Wasserwellkämme, Frisierkämme, Strähnenkämme und Toupierkämme mit Lockenhebern.

## Textilverarbeitung

### Kämme zur Verarbeitung von Fasern
In der Textilverarbeitung werden Fasern durch spezifische Kämme zur weiteren Nutzung wie Spinnen oder Filzen vorbereitet. Der Vorgang dient zur Rohstoffauswertung bzw. zur Erzielung einer bestimmten Durchschnittsstapellänge der bearbeiteten Faserart. Dabei kommen drei ganz unterschiedliche Verfahren zur Anwendung:

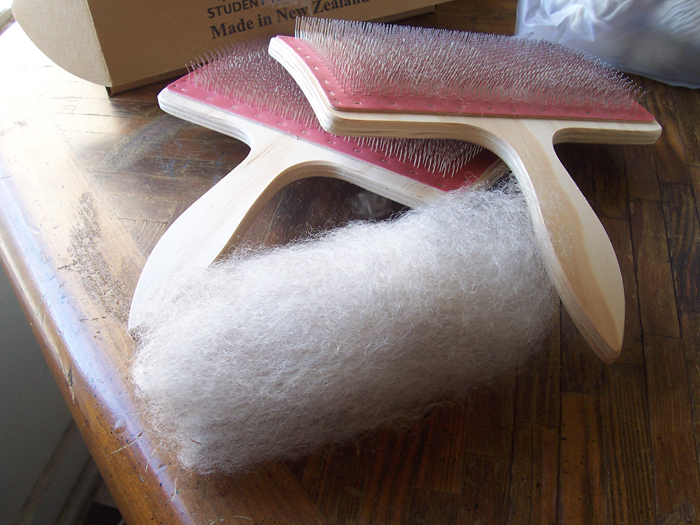
Ein Paar Handkarden

- Kurze Naturfasern wie Baumwolle und kurzfasrige Wollsorten werden kardiert; die flachen Handkarden und die Trommel-Kardiermaschinen sind dabei mit 1–2 cm langen, gebogenen Häkchen besetzt. Jeweils mehrere Häkchen pro Quadratzentimeter sind beweglich auf einem elastischen Kardenbelag angebracht. Das Fasermaterial wird zwischen zwei Kardierbelägen auseinandergezogen. Langstapelige hochwertige Baumwollen werden oft zusätzlich gekämmt.
- Langfasrige Wollsorten werden erst gekrempelt und dann gekämmt. Hierfür typisches Garn ist das Kammgarn. Im Kämmprozeß werden Noppen, Nissen, Vegetabilien und der Kurzfaseranteil mit Hilfe von Nadelkämmen maschinell ausgekämmt. Je nach verarbeiteter Faserlänge ist dieser ausgekämmte Kurzfaseranteil länger oder kürzer. Durch das Auskämmen wird die Faserlängenverteilung (Stapellänge) im Kammzug erheblich verbessert und damit die späteren Garnwerte. Das Kämmen beeinflusst erheblich die Spinngrenze. Des Weiteren werden die Fasern im Kämmprozeß parallel ausgerichtet. Nach dem Strecken und Kämmen wird der Faserverbund wieder in Bandform zur weiteren Verarbeitung abgeliefert. Hand-Wollkämme bestehen aus bis zu 20 cm langen, sehr spitz geschliffenen Stahlzinken, die in bis zu 5 Reihen – versetzt zueinander – fest im Kamm eingelassen sind. Ein Kamm wird durch die Wolle geschlagen, die auf einem anderen Kamm fixiert ist. Beim Wollkämmen werden kurze und schwache Fasern aussortiert. Es dürfen nur Fasern einer Länge zusammen gekämmt werden.
- Pflanzliche, sehr lange Naturfasern wie Flachs und Hanf werden gehechelt. Hecheln sind ähnlich wie Wollkämme aufgebaut, die Zinken sind allerdings nur 8–10 cm lang. Es gibt grobe, mittlere und feine Hecheln, die nacheinander verwendet werden, um die Bastfasern in immer feinere Streifen aufzuspalten. Die Pflanzenfasern werden durch die Hechel geführt, nicht die Hechel durch die Faser, wie beim Kardieren und Wollkämmen.

Während beim Kardieren das Material bis zum Ende des Prozesses auf den Karden verbleibt und verlustfrei als Kardvlies oder Kardenband abgezogen wird, fallen beim Wollkämmen und Hecheln ganz erhebliche Mengen an minderwertigen Restpartien an, die sogenannten Kämmlinge bzw. das Werg. Das Endprodukt beim Kämmen bezeichnet man als Kammzug.

### Kämme zum Führen von Garnen

Gatterkämme mit Schlitzen und Löchern für die Bandweberei

In der Weberei werden Kämme eingesetzt, um die Kettfäden in einem Webstuhl oder Webrahmen geordnet zu führen.
- Ein Webkamm (auch  Webblatt, Weberblatt oder Riet genannt) ist Bestandteil eines Webstuhls. Die Kettfäden verlaufen einzeln durch die schmalen Schlitze des Webkamms. Dadurch werden die Kettfäden über die Breite des Webstuhls in Position gehalten. Nach dem Eintrag eines Schussfadens wird der Webkamm zum fertigen Gewebe hin bewegt, um den neuen Faden dort anzuschlagen. Die Kettfäden haben dabei in den Schlitzen des Webkamms Spielraum. Nicht der Kamm, sondern Litzen sorgen für das präzise Heben und Senken der Kettfäden.
- Ein Gatterkamm aus Holz kommt in der handwerklichen Bandweberei[12] sowie bei Hobby- und Schul-Webrahmen[13] zum Einsatz. Die Stege eines Gatterkamms sind mittig durchbohrt. Die Kettfäden verlaufen abwechselnd durch die Löcher in den Stegen (Lochfäden) und durch die Schlitze zwischen den Stegen (Schlitzfäden). Durch Heben und Senken des Gatterkamms werden die Lochfäden mitbewegt, während die Schlitzfäden ihre Position beibehalten. So wird jeweils ein Fach für das Schiffchen erzeugt: abwechselnd ein Hochfach über den Schlitzfäden und ein Tieffach unter den Schlitzfäden. Das Schiffchen wird immer abwechselnd durch ein Hochfach und ein Tieffach geschickt. Außerdem dient der Kamm auch hier dazu, jeden Schussfaden nach dem Eintrag an das fertige Gewebe anzudrücken.[14]